# T Shirt (album)
| Recensione              | Giudizio |
| ----------------------- | -------- |
| AllMusic                |          |
| Robert Christgau        | B+       |
| Dizionario del Pop-Rock |          |
| 24.000 dischi           |          |

T Shirt è un album di Loudon Wainwright III, pubblicato dalla casa discografica Arista Records nel maggio del 1976 .

## Tracce

### LP
Lato A (AL 4063 SA)
Testi e musiche di Loudon Wainwright III.
1. Bicentennial – 2:58
2. Summer's Almost Over – 3:30
3. Hollywood Hopeful – 2:30
4. Reciprocity – 2:52
5. At Both Ends – 3:48
6. Wine with Dinner – 4:05

Lato B (AL 4063 SB)
Testi e musiche di Loudon Wainwright III, eccetto dove indicato.
1. Hey Packy – 3:48 (George Gerdes)
2. California Prison Blues – 2:34
3. Talking Big Apple '75 – 3:28
4. Prince Hal's Dirge – 4:10
5. Just Like President Thieu – 4:03
6. Wine with Dinner (Nightcap) – 1:53

## Musicisti
Bicentennial
- Loudon Wainwright III – voce, chitarra
- Elliott Randall – chitarra elettrica
- Ron Getman – chitarra
- Stephen Tubin – pianoforte, sintetizzatore ARP
- John Crowder – basso
- Richard Crooks – batteria
- Jimmy Maelen – congas
- Joanne Vent – cori
- Gwynne Michaels – cori
- Erin Dickins – cori
- Jean Arnold – cori
- Christie Thompson – cori

Summer's Almost Over
- Loudon Wainwright III – voce, chitarra
- Hank Jones – pianoforte
- Richard Davis – contrabbasso
- Joe Cocuzzo – batteria
- Peter La Barbera – vibrafono
- Maggie Roche – cori
- Terre Roche – cori

Hollywood Hopeful
- Loudon Wainwright III – voce, banjo
- Eric Weissberg – banjo
- Charles Brown II – chitarra elettrica
- Kenneth Kosek – fiddle
- Richard Crooks – batteria, cucchiaio

Reciprocity
- Loudon Wainwright III – voce, chitarra

At Both Ends
- Loudon Wainwright III – voce
- Ron Getman – chitarra elettrica
- David Sanborn – sassofono
- Stephen Tubin – organo
- Glen Mitchell – clavinet
- John Crowder – basso
- Richard Crooks – batteria

Wine with Dinner
- Loudon Wainwright III – voce, chitarra, christmas bells
- Jon Cobert – pianoforte tack
- Thorn Panunzio – breaking glass (bicchieri rotti)
- Peter Stampfel, Paul Presti, Nicholas Kirby Pines, Jeffrey R. Berman, Charles J. Messing, Jimmy Iovine, Betty Berken, Drummer Diane Fertig, Marybeth Sobecki, Stett the Jet – gruppo di bevitori

Hey Packy
- Loudon Wainwright III – voce, chitarra
- Ron Getman – chitarra slide
- Paul Prestopino – banjo tenore
- Stephen Tubin – pianoforte
- Glen Mitchell – fender rhodes
- Marvin Stamm – cornetta, tromba
- Markie Markowitz – cornetta, tromba
- Dave Taylor – trombone basso
- John Lissauer – clarinetto, arrangiamento strumenti a fiato
- John Crowder – basso
- Richard Crooks – batteria

California Prison Blues
- Loudon Wainwright III – voce
- Ron Getman – chitarra elettrica
- Stephen Tubin – pianoforte
- Glen Mitchell – organo
- John Crowder – basso
- Richard Crooks – batteria

Talking Big Apple '75
- Loudon Wainwright III – voce, chitarra

Prince Hal's Dirge
- Loudon Wainwright III – voce
- Ron Getman – chitarra elettrica
- Elliott Randall – chitarra elettrica
- Stephen Tubin – pianoforte
- Glen Mitchell – organo
- George Marge – flauto dolce tenore e baritono
- Don Hammond – flauto dolce soprano e contralto
- Harvey Estrin – flauto dolce contralto e tenore
- John Crowder – basso
- Richard Crooks – batteria
- John Lissauer – arrangiamento flauti dolci

Just Like President Thieu
- Loudon Wainwright III – voce, chitarra

Wine with Dinner (Nightcap)
- Loudon Wainwright III – voce, chitarra, christmas bells
- Jon Cobert – pianoforte tack
- Thorn Panunzio – breaking glass (bicchieri rotti)
- Peter Stamfel, Paul Presti, Nicholas Kirby Pines, Jeffrey R. Berman, Charles J. Messing, Jimmy Iovine, Betty Berken, Drummer Diane Fertig, Marybeth Sobecki, Stett the Jet – gruppo di bevitori

Note aggiuntive
- Loudon Wainwright III – produttore (per la Poopik Productions Inc.)
- Registrazioni effettuate al "Record Plant" di New York City, New York
- Jimmy Iovine – ingegnere delle registrazioni e del mixaggio
- Benno Friedman – foto copertina album originale
- Nancy Greenberg – design copertina album originale
- Bob Heimall – art direction copertina album originale [6]

## Classifica
Album
| Anno | Classifica    | Posizione raggiunta |
| ---- | ------------- | ------------------- |
| 1976 | Billboard 200 | 188                 |